# أندريا نجوين
أندريا نجوين (بالإنجليزية: Andrea Nguyen) هي ناقدة طعام وكاتِبة أمريكية، ولدت في 1969 في فيتنام.